# Literaturjahr 1911
Liste der Literaturjahre

◄◄ | ◄ | 1908 | 1909 | 1910 | Literaturjahr 1911 | 1912 | 1913 | 1914 | 1915 | ► | ►►

Weitere Ereignisse

## Ereignisse

### Prosa

#### Deutschsprachige Literatur
- 4. Juni: Arthur Schnitzler veröffentlicht die Erzählung Der Mörder in der Neuen Freien Presse.
- 9. September: Die Erzählung Die Hirtenflöte von Arthur Schnitzler erscheint in der Literaturzeitschrift Die neue Rundschau in Berlin.
- Oktober: Das Tagebuch der Redegonda von Arthur Schnitzler wird in den Süddeutschen Monatsheften in München veröffentlicht.
- Von Arnold Zweig erscheint die Erzählung Aufzeichnungen über eine Familie Klopfer.
- Stefan Zweig publiziert im Insel-Verlag den Sammelband Erstes Erlebnis – Vier Geschichten aus Kinderland, der unter anderem die Novelle Brennendes Geheimnis enthält.
- Von Hanns Heinz Ewers erscheint der phantastische Roman Alraune. Die Geschichte eines lebenden Wesens.

#### Englischsprachige Literatur
- G. K. Chesterton veröffentlicht seine erste Sammlung von Erzählungen: The Innocence of Father Brown.
- Mit The New Machiavelli veröffentlicht H. G. Wells seinen ersten Ideen- und Problemroman, in dem die Handlung der soziologischen und ideologischen Botschaft untergeordnet ist.
- Edgar Wallace veröffentlicht seine beiden ersten Afrika-Romane Sanders of the River (Sanders vom Strom) und The People of the River (Die Eingeborenen vom Strom).
- Ambrose Bierce veröffentlicht The Devil's Dictionary (Des Teufels Wörterbuch), eine Sammlung satirischer Aphorismen.
- Jack Londons Erzählung The Mexican (Der Mexikaner Felipe Rivera) erscheint erstmals am 19. August in einer Ausgabe der Zeitschrift The Saturday Evening Post.

#### Literatur in anderen Sprachen
- Der polnische Literaturnobelpreisträger Henryk Sienkiewicz veröffentlicht seinen bekannten Abenteuerroman Durch Wüste und Wildnis (W pustyni i w puszczy).
- Von Lew Tolstoi erscheinen postum die 1890 entstandene Erzählung Vater Sergej sowie die 1906 entstandene Kurzgeschichte Vater Wassili, die 1890 vollendete Novelle Der Teufel, die unvollendete Erzählung Der gefälschte Kupon, die Erzählung Eine Idylle aus dem Jahr 1862 und die Geschichte für Kinder Allen das Gleiche aus dem August 1910.

### Drama

Die Ratten, Verlagseinband des Erstdrucks

- 13. Januar: Am Berliner Lessingtheater wird Gerhart Hauptmanns dem späten Naturalismus zugehörige Tragikomödie Die Ratten uraufgeführt.
- 15. Februar: Die Uraufführung des Lustspiels Die Hose von Carl Sternheim löst einen Skandal aus. Der ätzende Spott gegen den deutschen Spießbürger führt schließlich sogar zu einem zeitweiligen Verbot des Stückes.
- 19. April: Die von George Bernard Shaw anonym veröffentlichte Komödie Fanny's First Play hat am Adelphi Theatre in London ihre Uraufführung.
- 22. Mai: Die Uraufführung von Le Martyre de Saint Sébastien (Das Martyrium des Heiligen Sebastian), einem „Mysterium in fünf Akten“ von Gabriele D’Annunzio, am Théâtre du Châtelet in Paris gerät zu einem Skandal. Der Erzbischof von Paris, Léon-Adolphe Amette, verbietet allen Katholiken den Besuch der Vorstellungen wegen der Darstellung des Heiligen durch eine leichtbekleidete jüdische und russische Frau, Ida Rubinstein. In der Folge werden alle Stücke D’Annunzios auf den Index librorum prohibitorum gesetzt. Das Publikum reagiert brüskiert oder wegen der fünfstündigen Dauer des Stückes, der nur etwa eine Stunde Musik von Claude Debussy gegenübersteht, gelangweilt.
- 14. Oktober: Die Tragikomödie Das weite Land von Arthur Schnitzler wird an mehreren Bühnen im deutschsprachigen Raum uraufgeführt. Schnitzler wird im Anschluss an die Aufführung am Wiener Burgtheater laut seinem eigenen Tagebucheintrag 24 Mal vom Publikum vor den Vorhang gerufen und wird in den folgenden Wochen an mehreren Orten von Kritik und Publikum gefeiert.

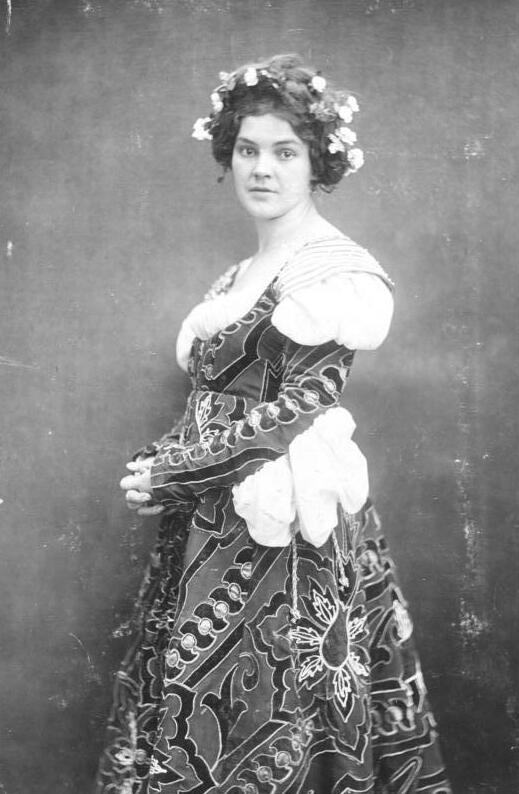
Leopoldine Konstantin als Buhlschaft, Berlin 1912

- 1. Dezember: Hugo von Hofmannsthals nach dem Vorbild spätmittelalterlicher Mysterienspiele verfasste Theaterstück Jedermann wird im Berliner Zirkus Schumann unter der Regie von Max Reinhardt uraufgeführt. Das Bühnenbild der Uraufführung stammt von Ernst Stern.
- 23. Dezember: Das Mirakel, das bedeutendste Bühnenstück von Karl Gustav Vollmoeller hat in London seine Uraufführung.

### Lyrik

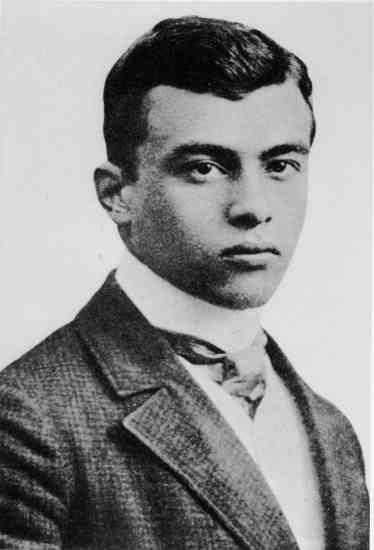
Jakob van Hoddis

- 11. Januar: In der Berliner Zeitschrift Der Demokrat wird das expressionistische Gedicht Weltende von Jakob van Hoddis veröffentlicht.
- 18. März: In der expressionistischen Zeitschrift Der Sturm erscheint Alfred Lichtensteins Gedicht Die Dämmerung. Im Oktober wird es auch im Simplicissimus abgedruckt.
- Von Else Lasker-Schüler erscheint der Gedichtband Meine Wunder.

### Periodika
- 20. Februar: Die erste Ausgabe der Zeitschrift Die Aktion, Zeitschrift für freiheitliche Politik und Literatur von Franz Pfemfert erscheint.
- Das Frauenstimmrechtskomitee innerhalb des Bundes Österreichischer Frauenvereine veröffentlicht in Wien die Zeitschrift für Frauen-Stimmrecht.

### Preisverleihungen

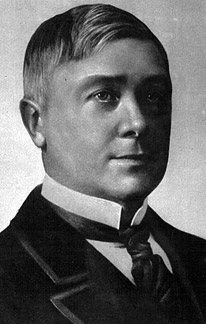
Maurice Maeterlinck

- Der französischsprachige belgische Schriftsteller und Dramatiker Maurice Maeterlinck erhält „auf Grund seiner vielseitigen literarischen Wirksamkeit, besonders seiner dramatischen Schöpfungen, die sich durch Phantasiereichtum auszeichnen und durch einen poetischen Idealismus, der, mitunter in der verschleierten Form des Märchenspiels, tiefe Eingebung offenbart und auf geheimnisvolle Weise Gefühl und Ahnung des Lesers anredet“, den Nobelpreis für Literatur.

### Wissenschaftliche Literatur
- Ernest Rutherford stellt im Frühjahr in seinem Artikel The Scattering of α and β Particles by Matter and the Structure of the Atom im Philosophical Magazine das Rutherfordsche Atommodell vor.
- Gustav Landauers Essays Die Abschaffung des Krieges durch die Selbstbestimmung des Volkes. Fragen an die deutschen Arbeiter und Aufruf zum Sozialismus erscheinen.

## Geboren

### Januar bis April
- 14. Januar: Anatoli Rybakow, russischer Schriftsteller († 1998)
- 14. Januar: Olivier Séchan, französischer Schriftsteller, auch Jugendbuchautor († 2006)
- 18. Januar: José María Arguedas, peruanischer Schriftsteller († 1969)
- 22. Januar: Mary Hayley Bell, britische Schauspielerin und Dramatikerin († 2005)
- 23. Januar: Anna Maria Jokl, österreichisch-israelische Schriftstellerin, Psychotherapeutin († 2001)
- 24. Januar: C. L. Moore, US-amerikanische Science-Fiction- und Fantasy-Autorin († 1987)

- 05. Februar: Nakamura Mitsuo, japanischer Schriftsteller und Literaturkritiker († 1988)
- 08. Februar: Elizabeth Bishop, US-amerikanische Schriftstellerin und Pulitzer-Preisträgerin († 1979)
- 12. Februar: Hans Habe, deutscher Journalist, Schriftsteller und Drehbuchautor († 1977)
- 14. Februar: Gerhard Schumann, deutscher Schriftsteller († 1995)
- 15. Februar: Grigor Vitez, jugoslawischer Schriftsteller, Übersetzer und Herausgeber, v. a. von Kinderliteratur († 1966)
- 20. Februar: Hans Scholz, deutscher Schriftsteller, Journalist und Maler († 1988)

- 07. März: Stefan Kisielewski, polnischer Komponist und Schriftsteller († 1991)
- 09. März: Raymond Abrashkin, US-amerikanischer Schriftsteller, Drehbuchautor und Regisseur († 1960)
- 11. März: Pericle Patocchi, Schweizer Schriftsteller und Lehrer († 1968)
- 13. März: L. Ron Hubbard, Science-Fiction-Autor und Gründer von Scientology († 1986)
- 17. März: Roman Karst, polnischer Literaturwissenschaftler († 1988)
- 21. März: Hans Nicklisch, deutscher Schriftsteller und Übersetzer († 2001)
- 26. März: John Langshaw Austin, britischer Philosoph und Linguist († 1960)
- 26. März: Tennessee Williams, US-amerikanischer Schriftsteller († 1983)
- 28. März: William Sears, US-amerikanischer Autor († 1992)

- 04. April: Václav Čtvrtek, tschechischer Schriftsteller († 1976)
- 05. April: Robert Jan Verbelen, flämischer Schriftsteller († 1990)
- 07. April: Hervé Bazin, französischer Schriftsteller († 1996)
- 08. April: Emil Cioran, rumänischer Philosoph († 1995)
- 30. April: Luise Rinser, deutsche Schriftstellerin († 2002)

### Mai bis August
- 02. Mai: Mirso Tursunsoda, tadschikischer Dichter († 1977)
- 04. Mai: Walter Adamson, deutsch-australischer Schriftsteller († 2010)
- 06. Mai: Guy des Cars, französischer Schriftsteller († 1993)
- 15. Mai: Max Frisch, Schweizer Architekt und Schriftsteller († 1991)
- 20. Mai: Annie M. G. Schmidt, niederländische Schriftstellerin († 1995)
- 28. Mai: Fritz Hochwälder, österreichischer Schriftsteller († 1986)

- 06. Juni: Jean Cayrol, französischer Autor und Verleger († 2005)
- 12. Juni: Milovan Đilas, jugoslawischer Politiker, Schriftsteller und Dissident († 1995)
- 14. Juni: Herbert Fritsche, deutscher Dichter († 1960)
- 17. Juni: Wiktor Nekrassow, sowjetischer Kriegsschriftsteller († 1987)
- 20. Juni: Paul Pietsch, deutscher Rennfahrer und Verleger († 2012)
- 21. Juni: Hanna Malewska, polnische Schriftstellerin († 1983)
- 23. Juni: David Ogilvy, britischer Werbetexter († 1999)
- 24. Juni: Ernesto Sabato, argentinischer Schriftsteller und Physiker († 2011)
- 30. Juni: Czesław Miłosz, polnischer Schriftsteller († 2004)

- 07. Juli: Ernst Klett, deutscher Verleger († 1998)
- 09. Juli: Mervyn Peake, britischer Schriftsteller, Illustrator († 1968)
- 12. Juli: Bogdan Ostromęcki, polnischer Lyriker, Essayist und Übersetzer († 1979)
- 17. Juli: Yang Jiang, chinesische Schriftstellerin, Dramatikerin, Essayistin und Übersetzerin († 2016)
- 18. Juli: Willy Droemer, deutscher Verleger († 2000)
- 21. Juli: Marshall McLuhan, Medientheoretiker, Medienkritiker und Publizist († 1980)
- 29. Juli: Eduard Claudius, deutscher Schriftsteller und Diplomat der DDR († 1976)
- 24. August: Friedrich Luft, deutscher Theaterkritiker († 1990)

### September bis Dezember
- 01. September: Jean-Georges Lossier, Schweizer Lyriker († 2004)
- 03. September: Ernst Meister, deutscher Lyriker, Hörspielautor, Erzähler und Theaterautor († 1979)
- 09. September: Paul Goodman, US-amerikanischer Sozialphilosoph und Poet († 1972)
- 15. September: Emil Botta, rumänischer Schauspieler und Lyriker († 1977)
- 19. September: William Golding, britischer Schriftsteller († 1993)

- 02. Oktober: Jack Finney, US-amerikanischer Schriftsteller († 1995)
- 05. Oktober: Flann O’Brien, irischer Schriftsteller († 1966)
- 12. Oktober: Bruno Liebrucks, deutscher Philosoph († 1986)
- 13. Oktober: Migjeni, albanischer Dichter († 1938)
- 19. Oktober: Hilde Spiel, österreichische Journalistin und Schriftstellerin († 1990)

- 01. November: Henri Troyat, französischer Schriftsteller († 2007)
- 02. November: Paul Carell, deutscher NS-Funktionär, Autor († 1997)
- 02. November: Henry Cassirer, US-amerikanischer Journalist und Schriftsteller († 2004)
- 02. November: Odysseas Elytis, griechischer Dichter († 1996)
- 25. November: Kurt Lütgen, deutscher Schriftsteller († 1992)

- 08. Dezember: Kin Platt, US-amerikanischer Schriftsteller († 2003)
- 11. Dezember: Nagib Mahfuz, ägyptischer Schriftsteller, Nobelpreisträger († 2006)
- 13. Dezember: Fritz Kalmar, österreichischer Autor und Bühnenkünstler († 2008)
- 13. Dezember: Kenneth Patchen, US-amerikanischer Schriftsteller († 1972)
- 17. Dezember: Richard Sale, US-amerikanischer Schriftsteller und Filmregisseur († 1993)
- 29. Dezember: Marcel Prawy, österreichischer Dramaturg und Opernkritiker († 2003)

## Gestorben
- 12. Januar: Franz Eugen Schlachter, Altphilologe und Übersetzer der Schlachter-Bibel (* 1859)
- 28. Januar: Elizabeth Stuart Phelps, US-amerikanische Schriftstellerin (* 1844)
- 08. Februar: Gustaf Fröding, schwedischer Lyriker (* 1860)
- 09. Februar: Bernhard Ludwig Suphan, deutscher Literaturwissenschaftler (* 1845)
- 11. Februar: Emil Jacobsen, deutscher Chemiker und Schriftsteller (* 1836)
- 16. Februar: Agnes Günther, deutsche Schriftstellerin (* 1863)
- 25. Februar: Friedrich Spielhagen, deutscher Schriftsteller (* 1829)
- 26. Februar: Ludwig Gottsleben, österreichischer Schauspieler und Schriftsteller (* 1836)
- 01. April: Martin Greif, deutscher Dichter (* 1839)
- 25. April: Emilio Salgari, italienischer Schriftsteller (* 1862)
- 01. Mai: Richard Weitbrecht, deutscher Theologe und Schriftsteller (* 1851)
- 10. Juni: Adolf von Wilbrandt, deutscher Schriftsteller und Direktor des Burgtheaters in Wien (* 1837)
- 14. Juni: Fedor Flinzer, deutscher Illustrator, Pädagoge und Autor (* 1832)
- 12. Juli: Júlia da Costa, brasilianische Dichterin (* 1844)

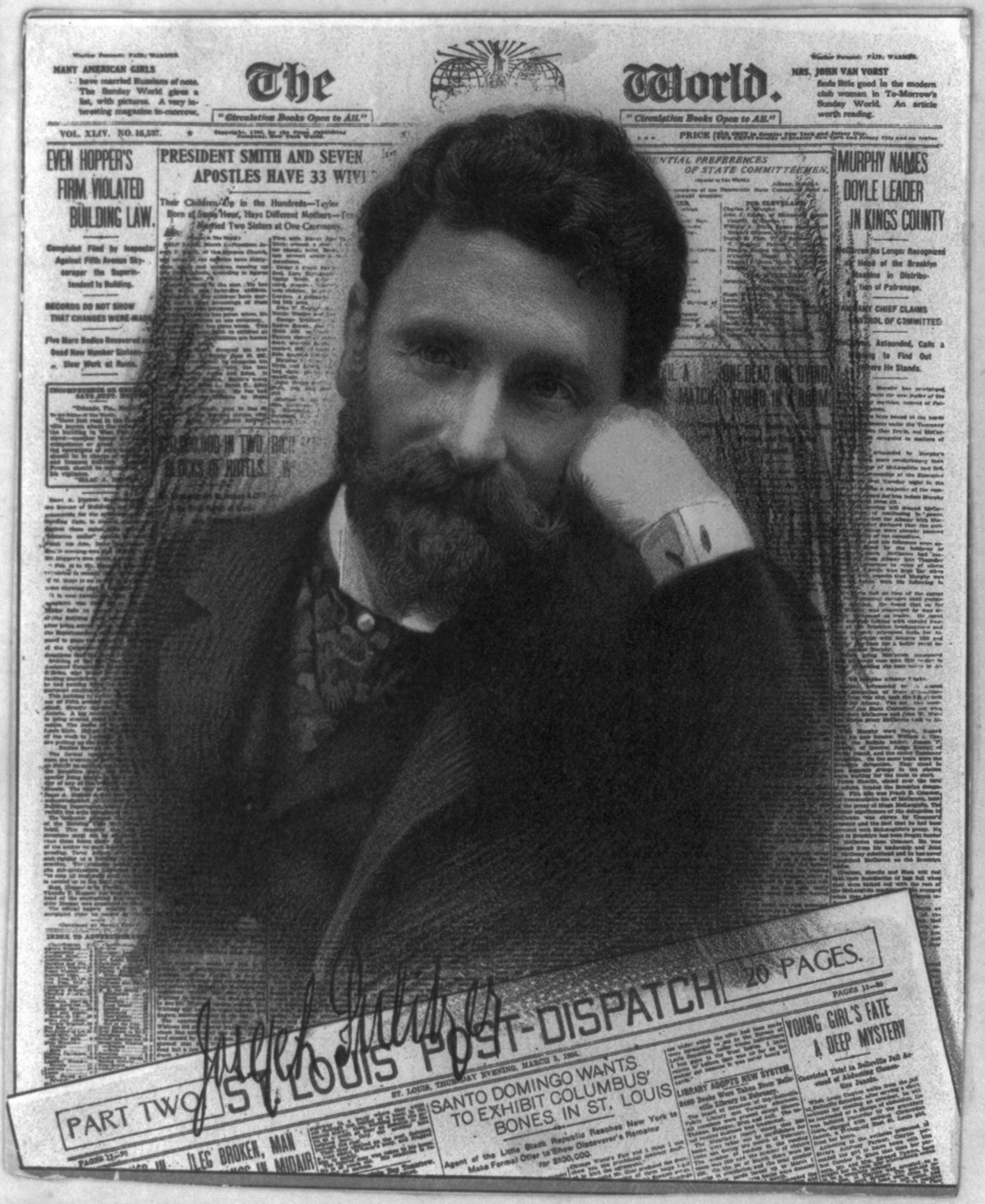
Joseph Pulitzer

- 29. Oktober: Joseph Pulitzer, US-amerikanischer Journalist und Herausgeber, Stifter der Pulitzer-Preise (* 1847)
- 24. November: Wilhelm Jensen, deutscher Schriftsteller (* 1837)